# Apteronotus albifrons
Espèce
Statut de conservation UICN

NE : Non évalué
Apteronotus albifrons est une espèce de poissons gymnotiformes de la famille des Apteronotidae. On trouve ce poisson au Venezuela et dans l'Amazone.

## Description

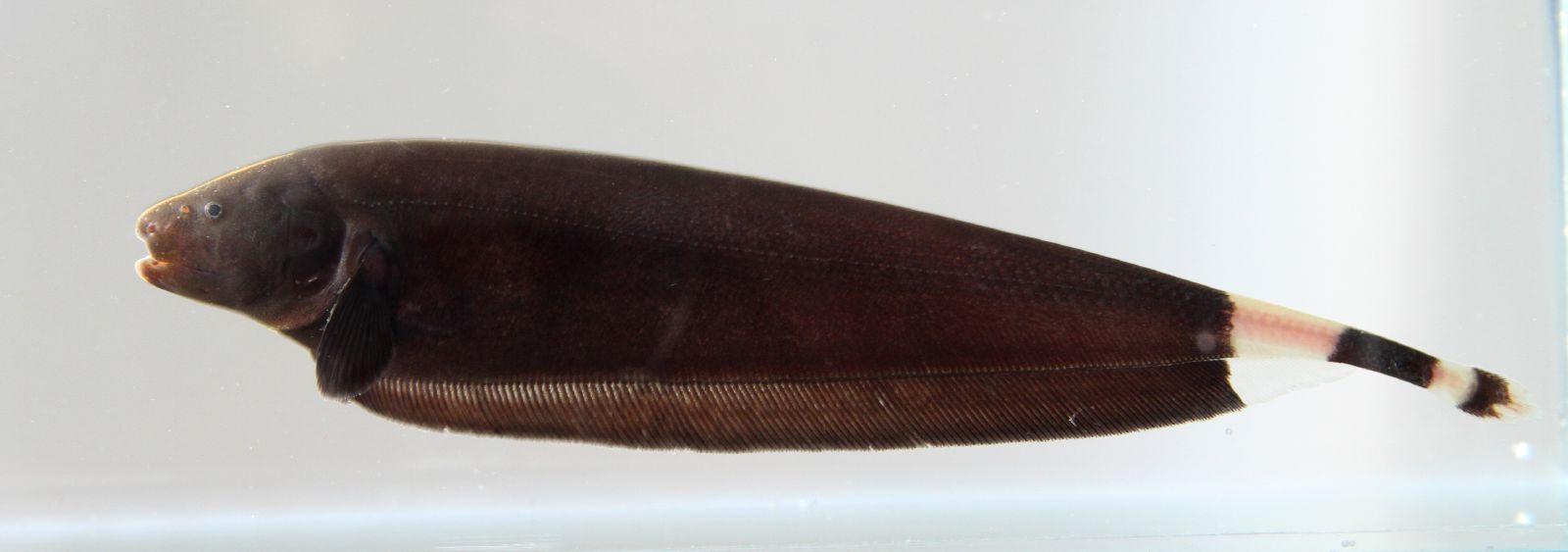

Apteronotus albifrons, ou poisson-couteau américain, peut atteindre 50 cm. Le corps de ce poisson est allongé et aplati latéralement. Il est presque entièrement bleu-noir, deux anneaux blanc sont présents sur sa queue. Il a également une trace blanche sur sa tête qui peut parfois s'étendre sur son dos. La nageoire anale s'étend sur toute la longueur du corps. Cette nageoire est la force motrice principale de cette espèce.
Apteronotus albifrons possède un organe faiblement électrique.

## Écologie et comportement
Apteronotus albifrons est nocturne. Il vit dans les fonds sablonneux et se nourrit principalement de larves d'insectes.